# Mythe scientifique

Le mythe de la pomme qui serait tombée sur la tête d’Isaac Newton, l’inspirant pour la découverte de la loi universelle de la gravitation.

Les mythes scientifiques sont bien des mythes, mais liés à la science ou s'en inspirant. L’étendue du concept et de la problématique est sujette à débat. L’historien des sciences Douglas Allchin explique que ces mythes sont trompeurs par leurs simplifications réductrices, par exemple en présentant les résultats comme provenant surtout de figures autoritaires et d’éclairs de génie d’individus héroïques, tandis qu’ils sous-estiment la part des échanges de savoirs, du travail d’équipe, des raisonnements logiques, des démarches d’investigation et d’expérimentation souvent fastidieuses, des erreurs et de leur résolution qui constituent l’essentiel de la démarche scientifique.
En réponse à Allchin, Westerlund et Fairbanks admettent qu'une approche romantique de la science tend à déformer sa nature, mais ils trouvent qu’Allchin exagère sa critique du rôle de Mendel dans la découverte de ses lois.

## Quelques exemples

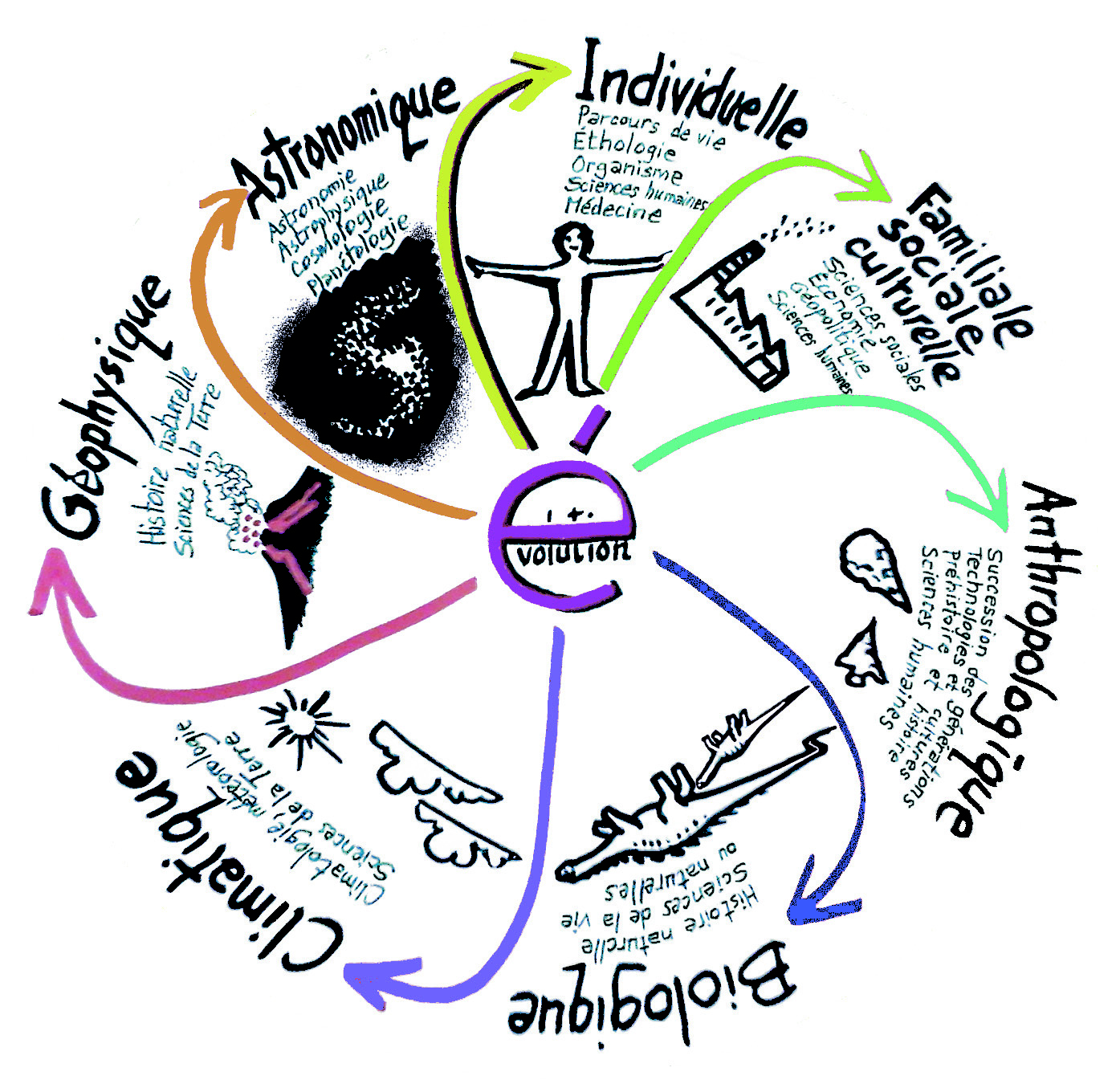
Quelques exemples d’évolution. L’évolution en biologie n’est que l’un des phénomènes évolutifs observables.

- La découverte de la loi universelle de la gravitation par Isaac Newton est souvent présentée comme le résultat de la chute d’une pomme sur sa tête. Bien que cette dernière a probablement joué un rôle dans ses travaux, il a fallu à peu près 20 ans à Newton pour développer entièrement sa théorie[3].
- L’évolution est un phénomène universel observable (et observé dès l'antiquité par exemple par Anaximandre[4]) en physique, chimie, astronomie, géologie, climatologie, biologie, anthropologie, ethnologie, linguistique, sociologie, économie, dans la différence entre générations et la croissance des jeunes, et non seulement une « théorie » due au seul Charles Darwin ; par ailleurs celui-ci ne l’a pas formulée en observant la ressemblance et les différences entre les diverses espèces de pinsons des Galapagos, mais plus de vingt ans plus tard, en Angleterre au terme de longues études et d’échanges avec les éleveurs d’animaux domestiques qui modifient par des méthodes de sélection et de croisement les caractéristiques des espèces.

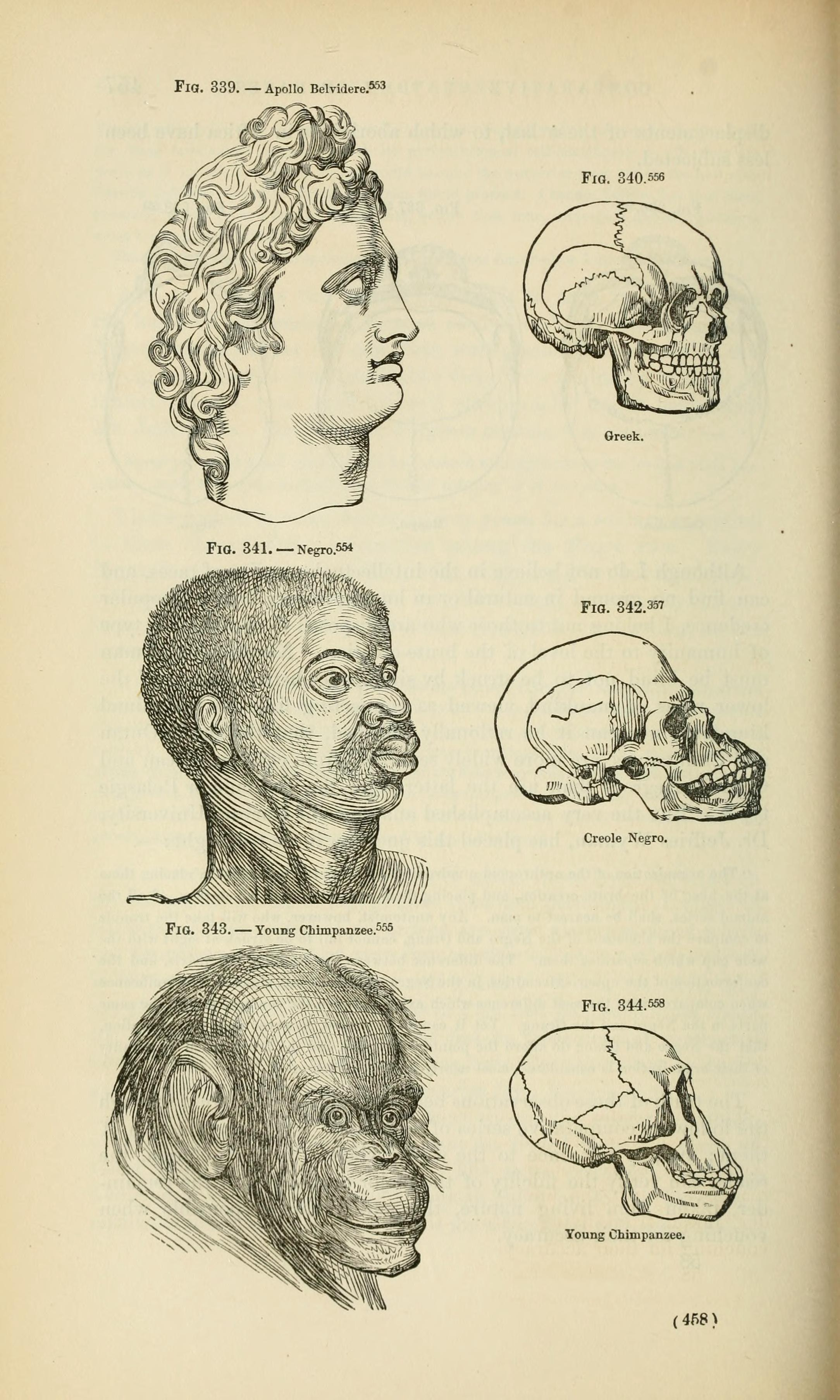
Dessins illustrant l’« Indigenous races of the earth » (1857) de Josiah C. Nott et George Gliddon

D’autres mythes véhiculent, souvent pour des raisons politiques, des notions obsolètes qui proviennent de l’histoire des sciences mais qui ont depuis longtemps été invalidées par les recherches et vérifications plus récentes :
- Les thèses de l’anthropologie du XIXe siècle, sur l’inégalité des « races » humaines, comme celles de Cesare Lombroso sur l’existence de « criminels nés » ou la théorie de la dégénérescence, le racialisme et le transformisme, dont le véritable socle idéologique est en fait judéo-chrétien (malédiction de Canaan et table des peuples) mais qui s’appuyaient sur des études phrénologiques et physiognomoniques pour étayer « scientifiquement » ce socle[5]. Ces théories considéraient que l’humanité avait évolué en partant des « Noirs » (« les plus primitifs, les plus proches du singe »), vers les « Jaunes » (un peu « plus évolués ») et enfin vers les « Blancs » (la « race supérieure », le « sommet de l’évolution »). Ces mêmes mythes considéraient les femmes comme moins sujettes à la criminalité en raison de leur « moindre intelligence et de la nature plus inactive de leur vie »[6].
- Toujours conforme au socle idéologique judéo-chrétien, la définition de la sexualité comme étant une « fonction naturelle à finalité procréative » excluait d’emblée dans le champ du « contre-nature » toute forme de sexualité autre que la copulation hétérosexuelle en vue de « perpétuer la race humaine » alors qu’en histoire naturelle, éthologie, anthropologie et ethnologie, les observations et études des diverses espèces d’êtres vivants et des différentes cultures humaines ont, depuis, montré que la sexualité sert souvent au tissage des liens entre individus et rarement uniquement à la procréation : toutes les formes et variantes que l’on peut rencontrer dans les sociétés humaines sont présentes dans la biosphère, de sorte que nul type de relation sexuelle ou de structure familiale de l’humanité ne peut être qualifié de « plus naturel » qu’un autre ; ils sont tous « naturels » et seules les coutumes, les croyances, les civilisations ou les législations créent des normes, des préférences, des interdits[7].
- La vision anthropocentriste et les notions de « sens de l’évolution », de « progrès vers et par la complexification », de « premier homme » (ou « premier dauphin », ou « premier moustique »…), d’« arbre » généalogique et de « ligne directe » issues du créationnisme, mais aussi de « chaînon manquant », de « fossile vivant » et d’espèce (ou de race) « primitive » issues de la Scala naturæ remontant à l’Antiquité[8] sont toutes dépassées par la perspective actuelle, enrichie d’innombrables découvertes et recoupements, de la phylogénie moderne[9] mais, malgré les apports d’un Stephen Jay Gould ou d’un Guillaume Lecointre, restent largement ancrées dans le public, parmi les enseignants et même parmi les auteurs de documentaires et de livres de vulgarisation[10].